# 1863 dans le catholicisme
Chronologie du catholicisme
- 1859
- 1860
- 1861
- 1862
- 1863
- 1864
- 1865
- 1866
- 1867

Cet article présente les faits marquants de l'année 1863 dans le catholicisme.

## Évènements
- 16 mars : Création de 7 cardinaux par Pie IX.
- 11 décembre : Création d'un cardinal par Pie IX.

## Naissance
- 3 juin : Léonie Martin, religieuse visitandine française, sœur de Sainte Thérèse de Lisieux, servante de Dieu († 17 juin 1941)

## Décès
- 1er février : Charles Duvivier de Streel, prêtre, poète, écrivain et révolutionnaire belge (° 5 novembre 1799)
- 24 février : Anton Günther, prêtre, philosophe et théologien autrichien (° 17 novembre 1783)
- 10 avril : Benedetto Barberini, cardinal italien de la Curie (° 22 octobre 1788
- 14 mai : Saint Michel Garicoïts, prêtre français, fondateur des Prêtres du Sacré-Cœur de Jésus (° 14 mai 1863)